# Vantanea macrocarpa
Vantanea macrocarpa är en tvåhjärtbladig växtart som beskrevs av Adolpho Ducke. Vantanea macrocarpa ingår i släktet Vantanea och familjen Humiriaceae. Inga underarter finns listade i Catalogue of Life.